# Zuckertüte

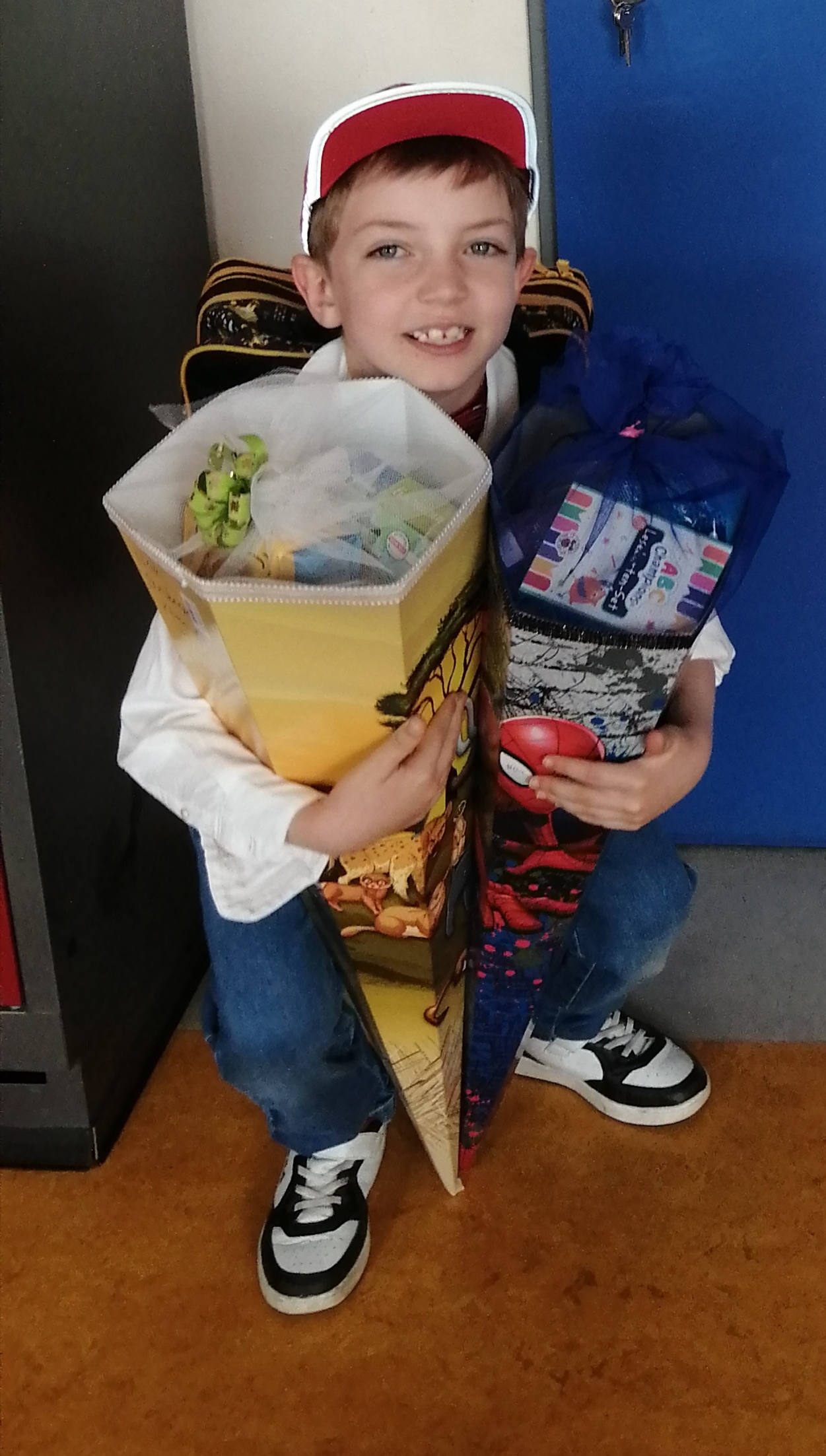
El noi amb dues Zuckertüten

Zuckertüte  és un regal que els nens a Alemanya, Àustria, Polònia i Txèquia reben al començament del primer curs. Té forma de con i està plena de gominoles. L'hàbit de regalar bosses als alumnes de primer és originat a principis del segle XIX a Alemanya, especialment a Sachsen i Thüringen.

## Difusió de la tradició
Les Zuckertüten van derien es van aparéixer en llocs de l'Alemanya Central. Berlín va ser la primera gran ciutat fora de la zona d'origen on les Zuckertüten – abans de la Primera Guerra Mundial encara eren poc comuns – es van fer habituals. Només gradualment la tradició es va expandir cap al sud i oest d'Alemanya. Al principi eren els padrins que transmetien la motxilla. Avui dia, la majoria són pares que donen als seus fills una motxilla escolar que poc sovint ells mateixos confeccionen per al camí cap a l'escola.